# Притулок на полонині Солотвинка
48°39′20″ пн. ш. 23°50′16″ сх. д. / 48.65556° пн. ш. 23.83778° сх. д.
Притулок на полонині Солотвинка — неіснуючий гірський притулок, який був розтошований на полонині Солотвинка, що в масиві Ґорґани.

## Історія
Збудовано Львівським осередком Польського татранського товариства в 1933 р. Місткість 10-15 осіб. Постійного наглядача не було. 